# Synagoga ve Stříbře
Synagoga ve Stříbře je bývalá židovská modlitebna. Nachází se na severovýchodě od Masarykova náměstí. Byla postavena ve dvoře tzv. Rabínského domu č.p. 16 v Mánesově ulici ve Stříbře – dnes toto číslo nese sama budova synagogy.
Místní židovská obec byla založena roku 1890, ale stavba synagogy byla dokončena už v roce 1879. Postavena byla jako jednopatrová budova, v jejím dvoře byla postavena replika Zdi nářků. Později bylo přistavěno vnější schodiště. K bohoslužbám sloužila až do počátku nacistické okupace roku 1938, kdy byla vyrabována. Na začátku 40. let 20. století byla využívána organizací Hitlerjugend a potom až do konce války coby zajatecký tábor pro důstojníky francouzské armády. Roku 1966 byl objekt přestavěn, přičemž byly zničeny mnohé původní okrasné stavební prvky. Do roku 1981 následně sloužil laboratořím Státních statků. Poté se začal využívat jako prostory Domu dětí a mládeže a tomuto účelu slouží dodnes.

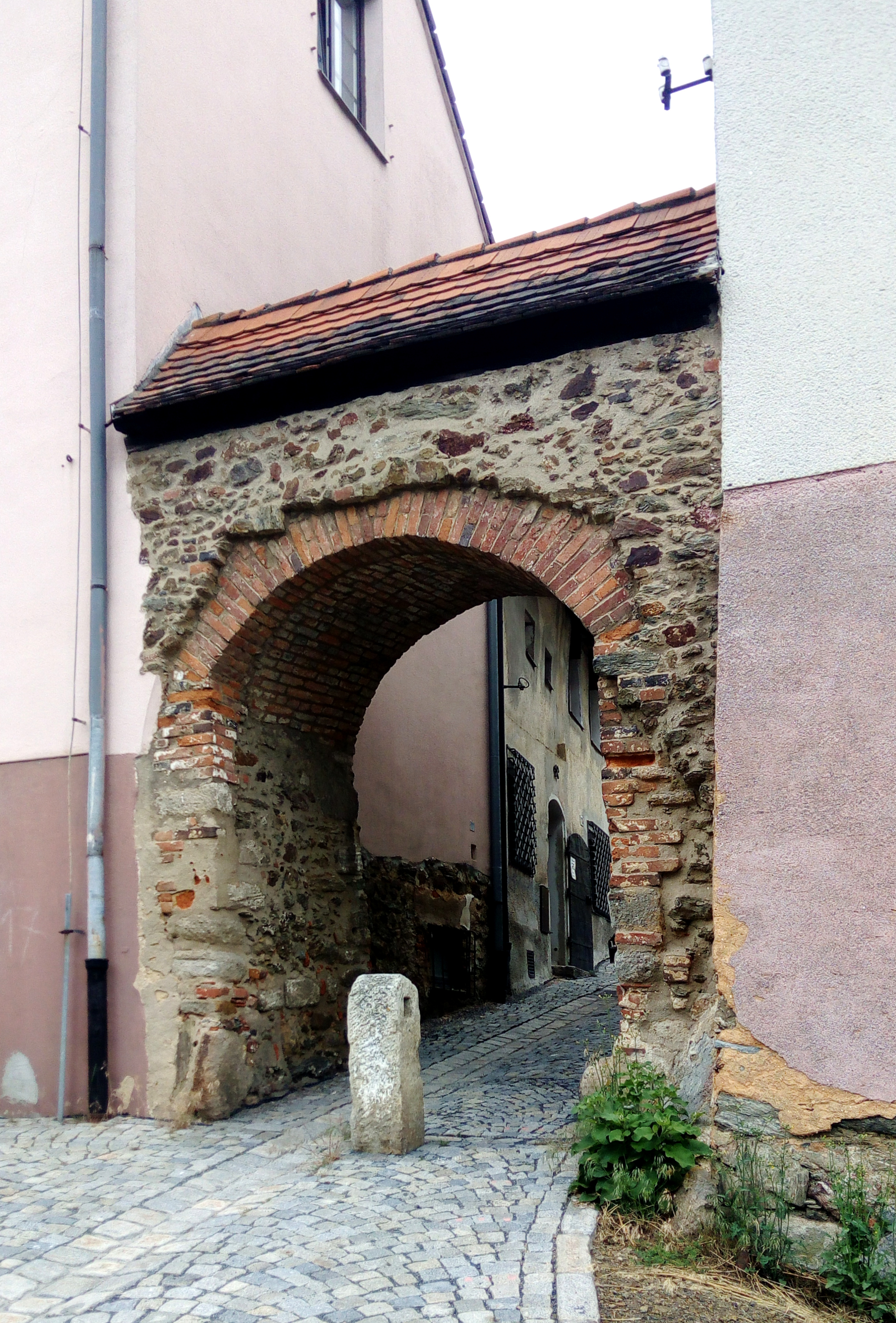
Židovská branka

Ve vnitřních hradbách města se na jihovýchodě dochovala tzv. Židovská branka z 2. poloviny 18. století, jež byla zbudována v místě původního úzkého průchodu v hradbách. Překlenuje úzkou ulici vedle tzv. židovského domu (Judenhaus) a umožňuje přístup na Kostelní náměstí. Ve vedlejším domě, jenž má dnes ve fasádě sluneční hodiny a je proto někdy nazýván Dům u slunce, směli ve středověku jako jediném ve městě bydlet židé.
Ve městě se též nachází židovský hřbitov.